# 인천영선고등학교
인천영선고등학교는 대한민국 인천광역시 부평구 삼산동에 위치한 공립 고등학교이다.

## 학교 연혁
- 2005년 1월 18일 : 공사 착공
- 2006년 1월 13일 : 교사 준공
- 2006년 1월 27일 : 인천영선고등학교 인가(여자 5학급, 남자 5학급)
- 2006년 3월 1일 : 초대 김안성 교장 취임
- 2006년 3월 2일 : 제1회 입학식 (여자 5학급, 남자 5학급, 310명)
- 2009년 2월 21일 : 제1회 졸업식 (여자 141명, 남자 167명 총 308명)
- 2010년 3월 2일 : 양궁부 창단
- 2023년 3월 1일 : 제6대 전영대 교장 취임
- 2024년 2월 7일 : 제16회 졸업식
- 2024년 3월 4일 : 제19회 입학(남자, 여자 8학급)

## 참고 자료
- 인천영선고등학교 - 한국교육학술정보원 학교알리미